# Igor Mitreski
Igor Mitreski [igɔr mitreski] (mazedonisch Игор Митрески; * 19. Februar 1979 in Struga) ist ein ehemaliger mazedonischer Fußballspieler.

## Karriere
Mitreski begann das Fußballspielen beim Hauptstadtklub Makedonija Skopje. Zwischen 1997 und 2000 wechselte er jährlich den Verein innerhalb Mazedoniens, bevor er fünf Jahre lang in Russland bei Spartak Moskau spielte. Mit Spartak wurde er 2001 russischer Meister und gewann 2003 den Pokal. Über Metalurh Saporischschja in der Ukraine und den israelischen Verein Beitar Jerusalem kam der Innenverteidiger 2006 zum Bundesliga-Aufsteiger Energie Cottbus. Anfang November 2008 wurde Mitreski nach öffentlicher Kritik an den Cottbuser Vereinsverantwortlichen zunächst auf unbestimmte Zeit suspendiert, durfte jedoch kurze Zeit darauf wieder mit dem Team trainieren. Im Januar 2009 wurde er an Germinal Beerschot Antwerpen verliehen. Doch der belgische Erstligist zog nicht die Kaufoption, so kehrte Mitreski in die Lausitz zum FC Energie Cottbus, der mittlerweile in die 2. Fußball-Bundesliga abstieg. Unter Claus-Dieter Wollitz kehrte er wieder in die Stammformation zurück, wechselte aber in der Winterpause 2009/10 nach Bulgarien zum ZSKA Sofia. Seit Sommer 2010 stand er bei Neftchi Baku unter Vertrag, wo er seine Karriere 2014 auch beendete.
Igor Mitreski ist auch mazedonischer Nationalspieler und kam bislang zu 60 Einsätzen im Nationaltrikot.

## Statistik

### Internationale Spiele
- 15 Champions-League-Einsätze für Spartak Moskau
- 6 UEFA-Cup-Spiele für Spartak Moskau

### Titel / Erfolge
- Russischer Meister: 2001 (Spartak Moskau)
- Russischer Pokalsieger: 2003 (Spartak Moskau)